# Christoph Hein
Christoph Hein (Heinzendorf (Jasienica), 8 aprile 1944) è uno scrittore e traduttore tedesco nato in una frazione della Slesia, oggi Polonia meridionale.

## Biografia
Crebbe a Bad Düben, un villaggio della Germania orientale (la Repubblica Democratica Tedesca, filo-comunista), vicino a Lipsia. Essendo figlio di un pastore protestante, poté frequentare solo il gymnasium della Berlino occidentale, nella Germania filo-americana, dove si era trasferito all'età di quindici anni. Diplomatosi, fece molti lavori, tra i quali l'assemblatore, il libraio e l'assistente alla regia di film di scarso successo - amava infatti molto il Cinema. Dal 1967 al 1971, tornato a Lipsia, nella Germania orientale, frequentò all'università i vari corsi di Filosofia e Estetica, poi andò nuovamente a Berlino, dopo aver vinto una borsa di studio. Dal 1979 è uno scrittore freelance (cioè professionista in Inglese). Nel 1982 ottenne la fama per il romanzo Der fremde Freund (L'amico estraneo). Nel 2002 ha vinto l'Österreichischem Staatpreis für Europäische literatur, del quale sono stati insigniti scrittori quali gli italiani Italo Calvino, Umberto Eco, Antonio Tabucchi e Claudio Magris, il polacco Stanisław Lem e la francese Simone de Beauvoir.

## Opere
- Die Witwe des Maurers (1980)
- Frank, eine Kindheit mit Vätern (1980)
- Einladung zum Lever Bourgeois (1980)
- Cromwell und andere Stücke (1981)
- Der fremde Freund (1982 - nella RFT: Drachenblut, nel Regno Unito: The Distant Lover, in Italia: L'amico estraneo)
- Die wahre Geschichte des Ah Q (1982)
- Das Wildpferd unterm Kachelofen (1984)
- Horns Ende (1985) (in Italia: La fine di Horn)
- Schlötel oder Was solls (1986)
- Öffentlich arbeiten (1987)
- Passage - ein Kammerspiel in drei Akten (1987)
- Die Ritter der Tafelrunde (1989)
- Der Tangospieler (1989 - nel Regno Unito: The Tango Player; in Italia: Il suonatore di tango)
- Als Kind habe ich Stalin gesehen (1990)
- Das Napoleon-Spiel (1993)
- Exekution eines Kalbes und andere Erzählungen (1994) (in Italia: Esecuzione di un vitello)
- Randow - eine Komödie (1994)
- Von allem Anfang an (autobiografia, 1997) (in Italia: Sin da principio)
- Willenbrock (2000-2005 - nel Regno Unito: Willenbrock; in Italia: Willenbrock)
- Mama ist gegangen (2003)
- Landnahme (2004 - nel Regno Unito: Settlement, pubblicato nel novembre 2008; in Italia: Terra di conquista) )
- In seiner frühen Kindheit ein Garten (2005) (in Italia: Nella sua prima infanzia un giardino)
- Frau Paula Trousseau (2007)
- Glückskind mit Vater (2016)